# Polygala uncinata
Polygala uncinata är en jungfrulinsväxtart som beskrevs av Ernst Meyer och Carl Daniel Friedrich Meisner. Polygala uncinata ingår i släktet jungfrulinssläktet, och familjen jungfrulinsväxter. Inga underarter finns listade i Catalogue of Life.